# Филипп Наваррский (граф де Лонгвиль)
Филипп Наваррский (фр. Philippe de Navarre; 1336 — 29 августа 1363) — граф Лонгвиля с 1353.
Сын короля Наварры Филиппа III и его Жены Жанны II, брат Карла Злого.
После смерти отца получил графство Лонгвиль (1353). В том же году женился на Иоланде де Дампьер, дочери Роберта де Касселя и Жанны Бретонской, вдове графа Генриха IV Барского. Выступил на защиту графства Бар, оккупированного лотарингцами, и попал в плен к Генриху де Бару, сеньору де Пьерфор, но вскоре отпущен.
В том же году Карл Злой в присутствии брата потребовал от короля Иоанна Доброго выплаты приданого и передачи обещанных сеньорий Бомон и Понтуаз. В разговор вмешался фаворит короля коннетабль Карл де ла Серда. Началась ссора, перешедшая в драку с участием Филиппа Наваррского. В результате тот был сослан в свои нормандские владения.
Узнав 8 января 1354 года, что Карл де ла Серда находится в Нормандии и будет ночевать на постоялом дворе «Truie-qui-File» в л’Эгле, Филипп сообщил об этом брату. Они решили схватить коннетабля.
Филипп Наваррский с вооружённым отрядом ворвался в комнату, где находился Карл де ла Серда. Коннетабль пытался спрятаться под кроватью, но был обнаружен и убит (на его теле насчитали 24 раны от ударов шпаг).
Сначала убийство оставалось безнаказанным, но в 1356 году (3 апреля) Карл Злой был по приказу короля арестован по обвинению в измене и связи с англичанами.
После этого Филипп Наваррский перешёл на сторону англичан и участвовал в битве при Пуатье в составе войск Чёрного Принца.
По условиям договора в Бретиньи Карл Злой был освобожден, и оба брата помирились с французским королём.
В 1363 году Иоанн Добрый назначил Филиппа Наваррского предводителем французского крестоносного войска. Но 29 августа того же года граф де Лонгвиль умер от простуды и был похоронен в церкви Нотр-Дам д’Эврё.
Детей в законном браке у него не было, и король Карл V передал графство Лонгвиль Бертрану Дюгеклену (27 мая 1364).